# Forte Cà Bellina
Forte Cà Bellina, chiamato originariamente Werk Cà Bellina, è stata una fortificazione posta a est di Verona, parte del complesso sistema difensivo cittadino e più in particolare del secondo campo trincerato di pianura, messo in opera tra 1859 e 1866. La struttura fortificata fu realizzata nel 1866 e i lavori furono diretti dall’Imperiale Regio Ufficio delle Fortificazioni di Verona.
Il forte fu demolito e spianato dopo la prima guerra mondiale per decisione del Regio Esercito, sebbene fosse citato, con il Forte Cà Vecchia, come modello fortificatorio nei principali trattati di architettura militare del secondo Ottocento.

## Descrizione
Si trattava di un grande forte semipermanente a tracciato composito, poligonale e bastionato, simile, per impianto architettonico e caratteristiche tecnico-logistiche, al forte Cà Vecchia, da cui si distingue per il tracciato e per le minori dimensioni (il lato di base del fronte di gola è 173 metri, contro i 220 metri del forte di riva destra).
Il forte era collocato in aperta campagna, presso la corte Cà Bellina da cui prende il nome, davanti alla strada che collegava San Michele Extra a Montorio. Situato nella posizione già individuata nel piano fortificatorio del 1860 definito dall'arciduca Leopoldo, sulla sinistra d'Adige completava il settore orientale del campo trincerato. Faceva sistema sull'ala destra con il forte San Michele, mentre sulla sinistra incrociava il fuoco con la batteria del castello di Montorio. Le sue artiglierie sbarravano l'intervallo tra la strada postale proveniente da Vicenza e le ultime propaggini della Lessinia.
La strada militare, proveniente dalla vicina corte Ca' Bellina, si dirigeva a nord verso il fronte di gola del forte; intersecando lo spalto, entrava nella piazza d'armi trincerata, a pianta di semiottagono schiacciato; due rampe, discendenti lungo la controscarpa, portavano al piano del fossato asciutto, nel quale si erigeva la palizzata a tracciato bastionato, ordinata per la difesa di fucileria, distaccata dal retrostante terrapieno del fronte di gola. Nei fianchi collaterali, sul rovescio dei due musoni (cioè sporgenze a pianta squadrata, a protezione del fianco del bastione), erano inseriti i passaggi d'ingresso.

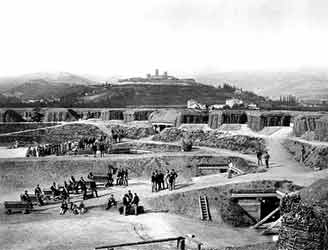
Il terrapieno del fronte principale con le postazioni di combattimento; sullo sfondo, il castello scaligero di Montorio

Entrati nel recinto bastionato d'ingresso, nel mezzo della cortina, sull'asse del forte, si imboccava la lunga poterna, a struttura lignea blindata, che metteva in comunicazione con il piazzale interno; poi, proseguendo in asse, terminava sul vertice del saliente, nella caponiera sulla capitale. La poterna era protetta da un rilevato, a forma di traversone, che divideva in due parti il piazzale, con funzione di defilamento dai tiri nemici provenienti da un fianco. I ricoveri per la guarnigione, a struttura lignea blindata, erano inseriti sotto il terrapieno, lungo le due facce del fronte principale, mentre il terzo ricovero era collocato sotto il terrapieno del fronte di gola, sull'esterno della cortina, protetto dall'antistante palizzata difensiva. Infine, due corpi di guardia, sempre a struttura lignea blindata, erano annessi all'interno dei fianchi ritirati dei due bastioni collaterali.
L'opera principale da combattimento, formata dal terrapieno con il ramparo, si elevava sull'impianto a lunetta pentagonale con fianchi obliqui. Sul lato di gola, il rilevato rettilineo del paradorso proteggeva l'interno del forte contro i tiri nemici di rovescio; la sommità del tratto centrale era munita di parapetto per fucilieri. Ogni postazione d'artiglieria, a cielo aperto, era protetta da traverse collaterali; quelle del fronte principale erano dotate di ricovero blindato per i serventi ai pezzi e di riservette giornaliere per le polveri. Due traverse di maggiori dimensioni, edificate con struttura muraria, contenevano le polveriere.
Tre caponiere, a struttura lignea blindata, fiancheggiavano il fosso asciutto; erano ordinate solo per fucilieri e sporgevano simmetricamente agli angoli dei fianchi e sul saliente centrale. A esse conducevano due poterne laterali e la lunga poterna mediana; tutte erano a struttura lignea blindata.
Sul fronte di gola, il paradorso separava dal resto del forte i due bastioni collaterali. Dal ricovero blindato inserito sotto la cortina di gola, per mezzo delle rampe laterali gli artiglieri accedevano alle postazioni. La funzione delle bocche da fuoco dei bastioni era duplice: di fiancheggiamento, incrociando i tiri verso il centro; di combattimento, con i pezzi puntati verso l'aperta campagna, anche in concorso con i fianchi del forte. Al livello del fosso, il terrapieno dei bastioni, con scarpa a pendenza naturale, era presidiato dalla palizzata. Annessi al fronte di gola, i due bastioni e il ricovero, separati dal forte, costituivano il ridotto dell'opera.

## Armamento
L'armamento della fortificazione consisteva in:
- 21 cannoni di diverso calibro ad anima liscia

Riserve di munizioni: 28 000 kg di polveri.

## Presidio di guerra
Il presidio in caso di guerra della fortificazione consisteva in:
- 130 fanti
- 30 artiglieri

Era inoltre possibile disporre un presidio di emergenza di 200 uomini.